# Begoña Vargas
Begoña Vargas   (Madrid, 18 de desembre de 1999) és una actriu, model i ballarina espanyola coneguda per interpretar Roberta a L'altra mirada (2018-2019) i Verónica de García a la ficció de Netflix Alta mar (2019-2020).

## Biografia
Begoña va néixer el 18 de desembre de 1999 a Madrid (Espanya). Als 10 anys va començar els seus estudis de dansa moderna a l'Escola Municipal de Música, Teatre i Dansa de Loeches. Uns anys després va començar amb la interpretació assistint a diversos cursos i actuant en obres de teatre infantil com Els miserables de Victor Hugo o El Comte de Montecristo, entre d'altres.

## Trajectòria professional
La fama li va arribar amb el paper de Roberta a la sèrie L'altra mirada de TVE. L'any 2019, a part de continuar amb el seu paper de Roberta en la segona temporada de L'altra mirada, va protagonitzar la sèrie de Netflix Alta mar al costat d'Ivana Baquero, Jon Kortajarena i Alejandra Onieva, en què interpreta Verónica de García. En aquest mateix any va saber que també protagonitzaria la sèrie Boca Norte, de la plataforma Playz.
A principis del 2020, va debutar al cinema, sent a més la principal protagonista, amb la pel·lícula Malasaña 32, en què va interpretar Amparo Olmedo. L'any 2021, va protagonitzar la pel·lícula basada en la novel·la del mateix nom Les lleis de la frontera, en què va interpretar el personatge de Tere, i que es va estrenar en el Festival de Cinema de Sant Sebastià. A més, va fitxar per la superproducció de Netflix Bienvenidos al Edén, on comparteix repartiment amb Ana Mena, Amaia Salamanca o Belinda. A finals del 2020 va rodar el llargmetratge original de Netflix Centauro, dirigit per Daniel Calparsoro, que protagonitza al costat d'Àlex Monner i Carlos Bardem, i que té pendent la seva estrena per a 2022. Al juliol de 2021 es va anunciar el seu fitxatge com a personatge principal per a la segona temporada de Paraíso, sèrie emesa a Movistar+, en què interpreta Evelyn.

## Projectes filantròpics
L'actriu col·labora amb l'Associació Índigo, que s'ocupa de nens orfes en una illa de Kenya, proporcionant-los educació i cures. A més, va apadrinar a casa seva una nena d'aquesta associació anomenada Emily.

## Filmografia

### Cinema
| Any  | Títol                    | Personatge    | Director          | Notes           |
| ---- | ------------------------ | ------------- | ----------------- | --------------- |
| 2020 | Malasaña 32              | Amparo Olmedo | Albert Pintó      | Paper principal |
| 2021 | Las leyes de la frontera | Tere          | Daniel Monzón     | Paper principal |
| 2022 | Centauro                 |               | Daniel Calparsoro | Paper principal |

### Televisió
| Any         | Títol               | Personatge             | Cadena  | Notes       |
| ----------- | ------------------- | ---------------------- | ------- | ----------- |
| 2017        | Centro médico       | Virgínia               | TVE     | 1 episodi   |
| 2018        | Paquita Salas       | Cambrera               | Netflix | 1 episodi   |
| 2018 - 2019 | L'altra mirada      | Roberta Luna Miñambres | TVE     | 21 episodis |
| 2019 - 2020 | Alta mar            | Verónica de García     | Netflix | 22 episodis |
| 2019        | Boca Norte          | Andrea                 | Playz   | 6 episodis  |
| 2022        | Paraíso             | Evelyn                 | #0      | ? episodis  |
| 2022        | Bienvenidos al Edén |                        | Netflix | 8 episodis  |

## Premis i nominacions
| Premi        | Any  | Categoria                    | Treball nominat          | Resultat | Ref.   |
| ------------ | ---- | ---------------------------- | ------------------------ | -------- | ------ |
| Premis Gaudí | 2022 | Millor protagonista femenina | Les lleis de la frontera | Nominada | [ 17 ] |